# Булавобрюх двузубчатый
Булавобрюх двузубчатый (лат. Cordulegaster bidentata) — вид стрекоз семейства Cordulegastridae.

## Описание
Длина тела — 69—78 мм, брюшко — 52—60 мм, длина заднего крыла — 42—48 мм. Затылочный треугольник чёрного цвета. Средние сегменты брюшка несут на себе одну жёлтую поперечную полоску. У самцов верхние анальные придатки у основания далеко раздвинуты. Яйцеклад самки полностью чёрный.

## Ареал
Распространён в Центральной и Южной Европе. Предпочитает высокогорья, но встречается и в равнинной Европе.
На Украине широко распространён в горных и предгорных районах Украинских Карпат. По данным литературы конца XIX — начала XX века приводился для Карпат и Прикарпатья (Ивано-Франковская, Львовская, Закарпатская, Черновицкая области). Последние задокументированные находки на территории страны датировались началом 1930-х годов. Вплоть до начала XXI века новые сведения о находках вида на территории Украины отсутствовали. В период с 2002 по 2005 год было выявлено 35 мест обитания вида в горных и предгорных районах Карпат. Вид связан с малыми неглубокими ручьями в холмистой или горной местности, обитая на умеренных высотах до 1700 метров над уровнем моря.

## Биология

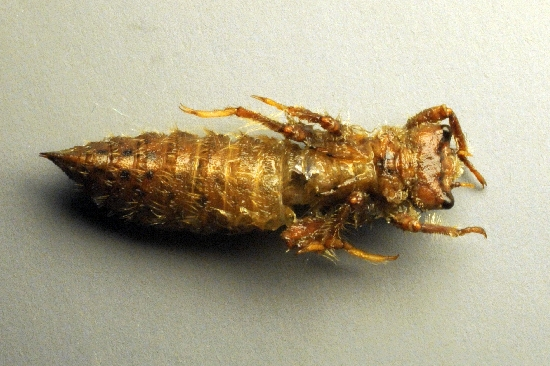
Личинка

Личинки обитают на мелких водоемов; способны переносить высыхание. Встречается чаще у небольших ручьев и речек, включая обрывистые каньоны, карстовые родники. Отмечен на искусственных водоёмах. Время лёта с мая по август включительно.

## Охрана
Вид включён в Красную книгу Украины, как «исчезающий вид». Причины изменения численности: загрязнения и сокращение числа ручьев в результате хозяйственной деятельности человека (лесозаготовка, выпас скота и т. п.).